# Stowe Township
Stowe Township is een plaats (census-designated place) in de Amerikaanse staat Pennsylvania, en valt bestuurlijk gezien onder Allegheny County.

## Demografie
Bij de volkstelling in 2000 werd het aantal inwoners vastgesteld op 6706.

## Geografie
Volgens het United States Census Bureau beslaat de plaats een oppervlakte van
6,0 km², waarvan 5,1 km² land en 0,9 km² water.

## Plaatsen in de nabije omgeving
De onderstaande figuur toont nabijgelegen plaatsen in een straal van 4 km rond Stowe Township.